# El niño dorado de Pye Corner

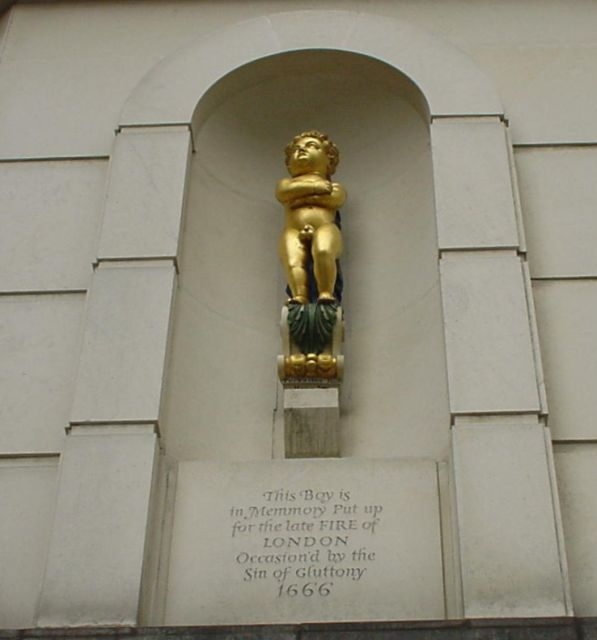
El niño dorado de Pye Corner

El niño dorado de Pye Corner (en inglés: Golden Boy of Pye Corner) es un pequeño monumento localizado en la esquina de la calle Giltspur y Cock Lane en Smithfield, en el centro de Londres. Marca el lugar donde en 1666 el gran incendio de Londres fue finalmente extinguido.
La estatua está hecha de madera y recubierta de oro. El monumento tiene una categoría II dentro del baremo de la lista de edificios de importancia arquitectónica o histórica de la ciudad.

## Inscripción
La estatua está enmarcada en un nicho y colocada sobre un pilar cuya leyenda reza:
Este Niño está Puesto en Memoria por el último INCENDIO de LONDRES Ocasionado por el Pecado de la Gula 1666.
La escultura se encuentra en un chaflán a la altura de un primer piso. La inscripción inferior, a altura de la planta baja, lee:
El niño de Pye Corner fue erigido para conmemorar el permanecimiento del Gran Incendio que, comenzando en Pudding Lane, se atribuyó al pecado de la gula cuando no se atribuía a los papistas como en el Monumento, y el niño fue engordado prodigiosamente para hacer cumplir la moral. Originalmente se construyó en el frente de una taberna llamada "La Fortuna de la Guerra" que solía ocupar este sitio y fue derribada en 1910.

    "La Fortuna de la Guerra" era la principal casa de visita al norte del río para los resurreccionistas en los días del robo de tumbas. Hace años, el propietario solía mostrar la habitación donde, en bancos alrededor de las paredes, se colocaban los cuerpos etiquetados con los nombres de los ladrones, esperando hasta que los cirujanos de San Bartolomé pudieran correr y evaluarlos.